# Les Cinq Gentlemen maudits (film, 1920)
Pour plus de détails, voir Fiche technique et Distribution.
Les Cinq Gentlemen maudits est un film français réalisé par Luitz-Morat et Pierre Régnier, sorti en 1920.

## Synopsis
Cinq Européens en visite en Tunisie sont maudits par un autochtone lorsque l'un d'entre eux enlève le voile d'une jeune Tunisienne. Ils vont disparaître un à un. Mais tout cela n'est peut-être qu'une machination...

## Fiche technique
- Titre original : Les Cinq Gentlemen maudits
- Réalisation : Luitz-Morat et Pierre Régnier
- Scénario d'après le roman d'André Reuze
- Décors : Francis Jourdain
- Photographie : Frank Daniau-Johnston
- Société de production : Films Luitz-Morat
- Société de distribution : Pathé Cinéma
- Pays de production :  France
- Langue originale : français
- Format : Noir et blanc  — 35 mm — 1,33:1 — Film muet
- Genre : drame
- Durée : 1 855 m
- Dates de sortie : France : 28 juillet 1920
- Licence : Domaine public

## Distribution
- André Luguet : Jacques Le Guérantec
- Luitz-Morat : Luitz Kaladjian
- Pierre Régnier : le capitaine Lawson
- Yvonne Devigne : Jacqueline Delvias
- Aïcha Mabrouka : la marchande d'amulettes
- Ahmed Ben Abdallah : le père de la marchande d'amulettes
- Ledrument : Henri
- Jean de Merly
- Lucy Mareil
- Guyon fils